# كيم لارسن
كيم لارسن (بالنرويجية: Kim Larsen)‏ (و. 1976  م) هو لاعب كرة قدم، من النرويج، ولد في أوسلو، يلعب كمهاجم.